# Tetraponera poultoni
Tetraponera poultoni är en myrart som beskrevs av Horace Donisthorpe 1931. Tetraponera poultoni ingår i släktet Tetraponera och familjen myror. Inga underarter finns listade i Catalogue of Life.